# Jobun de Silla
Jobun de Silla (r. 230-247), cunoscut si sub titlul sau  Jobun Isageum, a fost al 11-lea rege al regatului Silla.  A fost nepotul lui Beolhyu Isageum,si membru al clanului Seok.  tatal sau a fost Goljeong. Jobun s-a casatorit cu  Lady Ongmo, o fiica a lui Kim Gudo; fratele ei devenind Michu Isageum.